# Сидар Рапидс (Небраска)
Сидар Рапидс (енгл. Cedar Rapids) град је у америчкој савезној држави Небраска.

## Демографија
По попису из 2010. године број становника је 382, што је 25 (-6,1%) становника мање него 2000. године.
| Група             | 2000.       | 2010.       |
| Белци             | 403 (99,0%) | 373 (97,6%) |
| Афроамериканци    | 0 (0,0%)    | 7 (1,8%)    |
| Азијати           | 0 (0,0%)    | 0 (0,0%)    |
| Хиспаноамериканци | 4 (1,0%)    | 2 (0,5%)    |
| Укупно            | 407         | 382         |